# ترانه‌های عشق و نفرت
«ترانه‌های عشق و نفرت» نام سومین آلبوم استودیویی از هنرمند اهل کانادا لئونارد کوهن است. تهیه‌کننده این آلبوم باب جانستون است و در ۱۹ مارس سال ۱۹۷۱ میلادی به وسیله کمپانی کلمبیا رکوردز منتشر شد.